# X̂
X̂ é a letra latina X com circunflexo. A letra é usada na ortografia moderna da língua aleúte e no atual alfabeto do Centro de Línguas Nativas de Alaska da língua haida.  Em ambos os casos, representa o som [χ].
Em matemática, x̂ geralmente se refere ao vetor unitário na direção +X. Nas estatísticas, também pode representar o valor estimado para x, consistente com a notação chapéu.